# サンタ・クルスへの長い旅
『サンタ・クルスへの長い旅』（サンタ・クルスへのながいたび、Der Lange Weg Nach Santa Cruz）は、ドイツの児童文学作家ミヒャエル・エンデの絵本である。この作品は、8歳の少年ヘルマンの長くて短い一人旅の話である。日本語版は岩波書店から発行された。

## 登場人物
- ヘルマン
8歳3ヶ月。学校の成績が悪い。
- カーラ
ヘルマンの妹。
- お母さん・お父さん
ヘルマンに色々な事をこまごま言い聞かす。